# حصار (گوشه موسیقی)
حصار نام یک گوشه است در ردیف موسیقی ایرانی که از آن هم در دستگاه سه‌گاه و هم در دستگاه چهارگاه نام برده می‌شود. گوشه‌ای با نام مشابه در دستگاه ماهور نیز وجود دارد اما «حصار ماهور» با گوشهٔ حصار در دستگاه‌های دیگر، تفاوت بنیادین دارد.

## تاریخچه و ریشهٔ نام
نام این گوشه احتمالاً برگرفته از نام شهر حصار در کشور تاجیکستان است. قدیمی‌ترین اشارهٔ مکتوب به نام حصار احتمالاً در خسرو و شیرین اثر نظامی گنجوی است که در ۵۸۱ ه‍.ق نگارش شده است. در یکی از بیت‌های این اثر آمده که «در آن پرده که خوانندش حصاری / چنین بکری برآورد از عماری». قطب‌الدین شیرازی نیز در رسالهٔ درة التاج لغرة الدباج از حصار نام برده است. عبدالقادر مراغه‌ای از حصار و سه‌گاه به عنوان دو شعبهٔ مقام حجاز نام برده است که بعداً فرصت شیرازی نیز در بحور الالحان این طبقه‌بندی را تکرار کرده است. ظاهراً در موسیقی قدیم ایران حصار پس از مقام دوگاه اجرا می‌شده است. اما دیمیتری کانتمیر حصار را در دانگ بالاتر مقام سه‌گاه قرار می‌دهد، و در ردیف موسیقی ایرانی امروزی هم حصار جزو گوشه‌های دانگ بالای دستگاه سه‌گاه است.
در ردیف موسیقی ایرانی نام گوشهٔ حصار در سه دستگاه دیده می‌شود: سه‌گاه و چهارگاه (که گوشهٔ حصار در آن‌ها نقش کلیدی دارد) و ماهور (که گوشهٔ حصار در آن ربطی به گوشهٔ حصار سه‌گاه و چهارگاه ندارد). سالار عقیلی خوانندهٔ معاصر ایرانی معتقد است که اجرای گوشهٔ حصار و برخی گوشه‌های دیگر (مثل مخالف) سخت‌تر است و این باعث شده تا خوانندگان جدید از اجرای آثار در دستگاه چهارگاه پرهیز کنند.

## ساختار

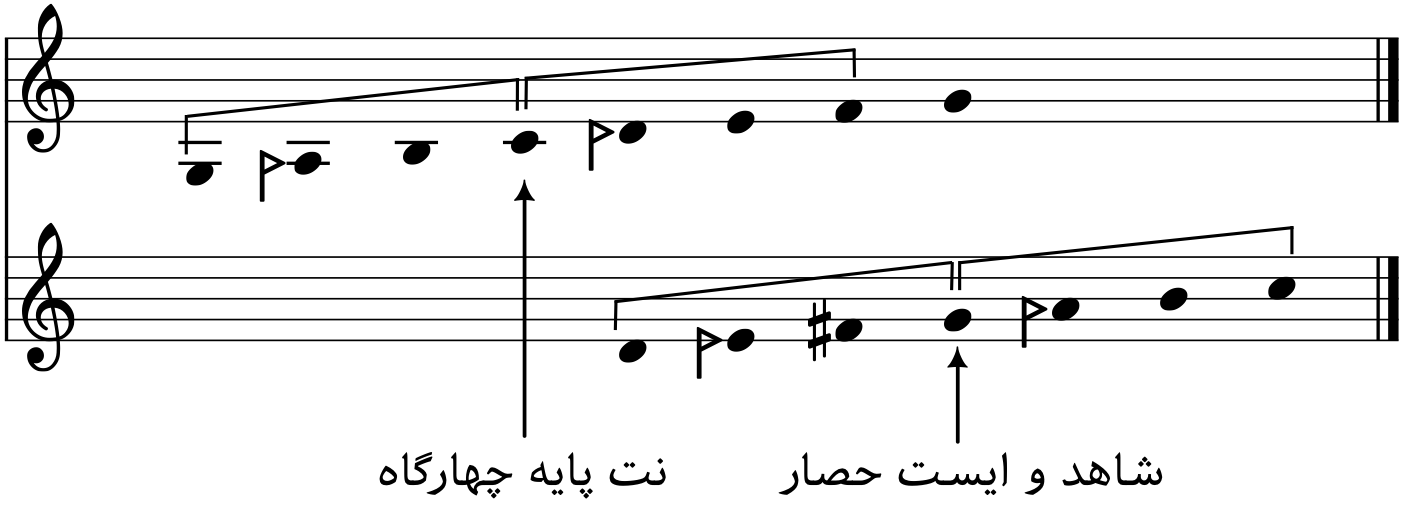
رابطهٔ گوشهٔ حصار با محور اصلی چهارگاه: در بالا چهارگاهِ دو نشان داده شده که درجهٔ پنجم آن (سُل) نت شاهد و ایست حصار است؛ در پایین گوشهٔ حصار نشان داده شده که خودش یک چهارگاه جدید برپایهٔ نت سل می‌سازد.

در هر دو دستگاه سه‌گاه و چهارگاه، گوشهٔ حصار امکان پرده‌گردانی از مدار اصلی دستگاه به دستگاه مشابهی که در یک فاصلهٔ پنجم درست بالاتر بنا شده فراهم می‌کند (مثلاً در چهارگاهِ دو گوشهٔ حصار چهارگاهِ جدیدی برپایهٔ نت سل ایجاد می‌کند).
ساختار گوشهٔ حصار معمولاً متشکل از سه قسمت است: یک مقدمه، یک قسمت موزون و پس از آن یک بخش پایانی که به آن «پَس‌حصار» نیز گفته می‌شود. پس از گوشهٔ حصار هم گوشهٔ «مویه» اجرا می‌شود (هم در چهارگاه و هم در سه‌گاه). اجرای حصار معمولاً با تحریرهایی بر روی سه نت اصلی گوشه همراه است.
در چهارگاه، نت شاهد و ایست حصار درجهٔ پنجم چهارگاه است و فواصل آن متناسب با چهارگاهی است که از درجهٔ پنجم درآمد ساخته بشود. با استفاده از حصار، می‌توان به این چهارگاهِ بالاتر تغییر مایه داد (مثلاً از چهارگاهِ دو به چهارگاهِ سل). این چهارگاهِ جدید، با درجات چهارگاه اول مطابقت ندارد لذا گوشهٔ حصار عملاً امکان تغییر کلید به یک چهارگاه جدید و متفاوت را فراهم می‌کند.
در سه‌گاه نیز گوشهٔ حصار ملودی را به کلید جدیدی منتقل می‌کند؛ در این گوشه درجهٔ پنجم سه‌گاه تبدیل به نت مبنا می‌شود و برای آنکه سه‌گاه جدیدی برپایهٔ این نت ساخته بشود، این نت ربع پرده بالاتر برده می‌شود (مثلاً در سه گاه می کرن، درجهٔ پنجم برابر سی بمل است و در گوشهٔ حصار این نت تبدیل به سی کرن می‌شود تا سه‌گاه سی کرن ایجاد شود). درجهٔ سوم سه‌گاه نت آغاز این گوشه و درجهٔ پنجمِ تغییریافته، نت شاهد آن است. یکی از وجوه تمایز این سه‌گاه جدید با درآمد سه‌گاه در آن است که نت زیرپایه (درجهٔ دوم زیر نت پایهٔ سه‌گاه) در درآمد کاربرد چندانی ندارد اما نتی که برای این سه‌گاهِ جدید نقش زیرپایه را ایفا می‌کند (یعنی درجهٔ چهارم سه‌گاه) در حصار به کار گرفته می‌شود.

## حصار ماهور
در دستگاه ماهور گوشه‌ای به نام «ابول» وجود دارد که گاهی از آن نیز با نام «حصار» یا «حصار ماهور» یاد می‌شود اما این گوشه ربطی به گوشهٔ حصار در دستگاه سه‌گاه و چهارگاه ندارد. وجه شباهت این گوشه‌ها در آن است که گوشهٔ حصار ماهور نیز با صعود به درجه‌ای بالاتر زمینهٔ ایجاد یک ماهورِ جدید برپایهٔ درجهٔ چهارم ماهور اصلی را فراهم می‌کند.
در این گوشه فضای صوتی به فاصلهٔ درجات چهارم و هفتم ماهور منتقل می‌شود و درجهٔ چهارم نقش یک نت ایست را ایفا می‌کند. از آنجا که فاصلهٔ درجات چهارم تا هفتم ماهور، مثل فاصلهٔ درجات اول تا چهارم برابر با چهارم درست است، می‌توان گفت که گوشهٔ ابول باعث می‌شود که به یک ماهورِ جدید که مبتنی بر درجهٔ چهارم ماهور اصلی است، پرده‌گردانی رخ دهد. از همین رو، درجهٔ چهارم ماهور اصلی، نت شاهد و نت آغاز گوشهٔ ابول نیز هست. گوشهٔ ابول ملودی شاخصی ندارد و اجرای گوشه‌های ریتمیک نظیر گوشهٔ زنگوله یا نغمه در فضای صوتی ابول مرسوم است. در انتهای اجرای گوشهٔ ابول، فرودی به محور اصلی ماهور صورت می‌گیرد و پرده‌گردانی قبلی خنثی می‌شود.